# Römer (Erfurt)

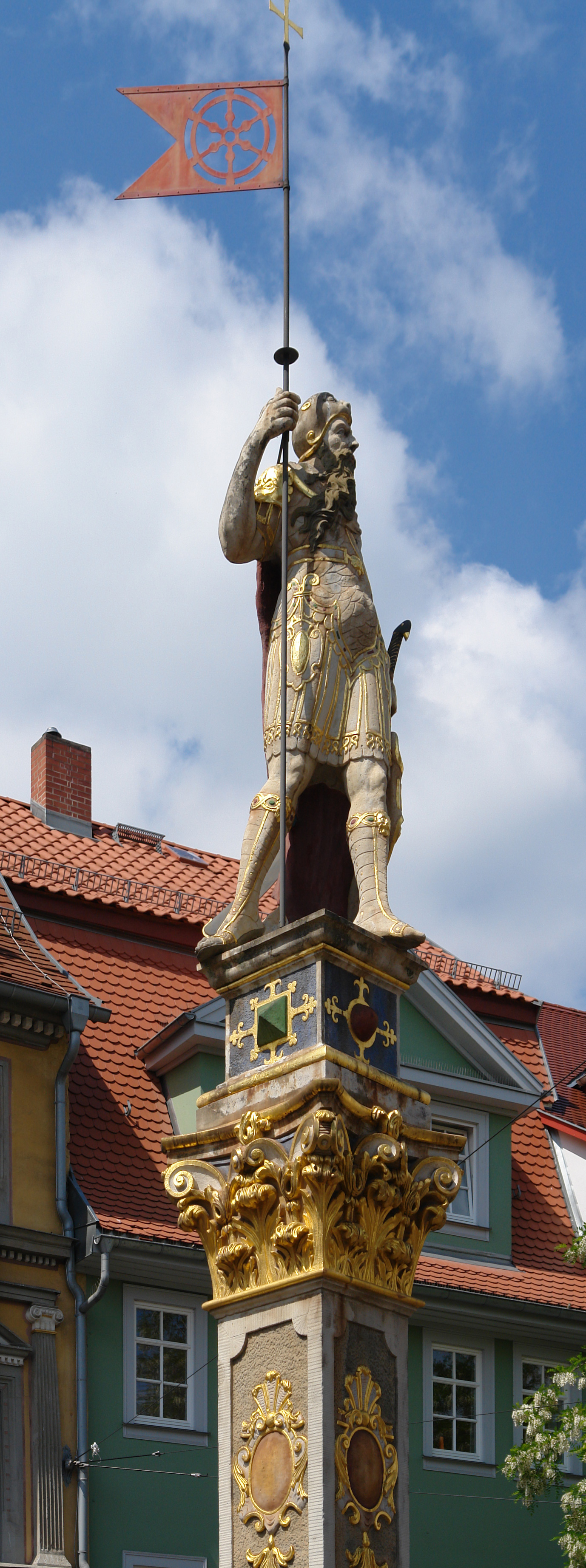
Der Römer

Der Römer ist eine Statue in Gestalt eines römischen Kriegers auf dem Fischmarkt in Erfurt, direkt gegenüber dem Erfurter Rathaus. Bei der Statue handelt es sich um einen von Kopf bis Fuß bewaffneten römischen Krieger mit den Insignien der römischen Republik, der die Stadtfahne Erfurts in der rechten Hand hält. 
Ab 1448 gab es in Erfurt eine Statue des heiligen Martins, die im Zusammenhang mit der angrenzenden Martinikirche stand. Der Heilige Martin ist der Patron der Stadt Mainz, des Mainzer Doms und des Bistums Mainz, deren Erzbischof formal Stadtherr war. So wurde der Patron auch auf Erfurt selbst übertragen. Die Statue wurde im Bauernkrieg 1525 bei einer Erhebung gegen Kurmainz auf Geheiß des Oberratsmeisters niedergerissen.
Der Kurmainzer Erzbischof drängte auf die Errichtung einer neuen Martinsfigur. Der Rat der Stadt beauftragte den ansässigen Niederländer Israel von der Milla, der die Statue „Mann auf der Säule“ schuf. Sie wurde am 6. November 1591 vor dem Haus zum Breiten Herd aufgestellt und von den Erfurtern meist nur „Mann“ oder „Römer“ genannt. Der Statue wurde allmählich eine ähnliche Bedeutung beigemessen wie einem Roland, weswegen sie auch zunehmend als Roland bezeichnet wurde. Erst im 20. Jahrhundert besann man sich wieder der ursprünglichen Bedeutung und strich den Römer aus der Liste der Rolande.
Der aktuelle Sockel stammt aus dem 18. Jahrhundert. 1886 kam der Römer an seinen heutigen Standort.
Zur Zeit der Wende war der Römer dringend restaurierungsbedürftig. 1991/92 wurden sowohl das Standbild als auch die Säule steinkonservatorisch behandelt, einige plastische Teile, Fahne und Schwertscheide ersetzt. Die Figur erhielt auch wieder ihre Farbgebung aus der Renaissance-Zeit. Zuvor hatte der Römer aufgrund schädlicher Umwelteinflüsse eine dunkelgraue Farbe angenommen. Als Sponsor für die Erneuerung durch die Konservatoren Reinhard und Stemmler trat mit über 30.000 DM die Steinmetzfirma Ochsenfurt aus Paderborn auf, die bereits am Dom tätig war.